# ایدون رایتن
ایدون رایتن (به نروژی: Idun Reiten) (زاده ۱ ژانویه ۱۹۴۲-۱۹ اوت ۲۰۲۵) ریاضیدان اهل نروژ است. زمینه کاری رایتن، جبر و جبر جابجایی است و وی نتایج نامبرداری در این زمینه دارد. وی در دانشگاه اسلو به تحصیل ریاضیات آغازید و سپس در دانشگاه ایلینوی زیر سرپرستی رابرت فوسوم درجه دکتری ریاضی را دریافت نمود و در موسسه فناوری ماساچوست به کار سرگرم شد. سپس به استادی دانشگاه فنی و علوم طبیعی نروژ رسید. وی به همراه موریس آوسلندر، نظریه آوسلندر-رایتن را در جبر همولوژی و جبر جابجایی پایه‌گذاری کرده‌است. او همچنین ویراستار مجموعه آثار آوسلندر بوده‌است.